# سرزمین زامبی‌ها
سرزمین زامبی‌ها (به انگلیسی: Zombieland) فیلمی کمدی ترسناک به کارگردانی روبن فلیشر و نویسندگی پال ورنیک و رت ریس محصول سال ۲۰۰۹ آمریکاست. از بازیگران آن می‌توان به وودی هارلسون، جسی آیزنبرگ، اما استون و ابیگیل برسلین اشاره کرد. این فیلم داستان یک دانشجوی کالج را روایت می‌کند که در آخرالزمان زامبی‌ها راه خود را طی می‌کند، در طول راه با سه غریبه ملاقات می‌کند و با هم یک سفر جاده‌ای طولانی را به سراسر جنوب غربی ایالات متحده انجام می‌دهند تا یک پناهگاه عاری از زامبی را پیدا کنند. سرزمین زامبی‌ها توسط کلمبیا پیکچرز در تاریخ ۲ اکتبر ۲۰۰۹ در ایالات متحده اکران شد.
دنباله این فیلم تحت عنوان سرزمین زامبی‌ها: شلیک نهایی در سال ۲۰۱۹ اکران شد.
این فیلم با نقدهای مثبتی از سوی منتقدان همراه بود و در زمینه کمدی فیلم و اجرای تیم بازیگری تحسین شد، همچنین سرزمین زامبی‌ها با موفقیت قابل توجهی در گیشه روبرو شد.

## داستان
بعد از اینکه یک دانشجوی خجالتی (جسی آیزنبرگ) متوجه می‌شود که تمامی مردم شهر در حال تبدیل شدن به زامبی هستند از شهر فرار کرده و تلاش می‌کند به نزد خانواده‌اش که امیدوار است زنده باشند برگردد و در راه با یک مرد تنها (وودی هارلسون) و دو خواهر (اما استون و ابیگیل برسلین) که آنها هم مانند وی تلاش می‌کنند زنده بمانند برخورد می‌کند.

## بازیگران
- وودی هرلسون در نقش تالاهاسی
- جسی آیزنبرگ در نقش کلمبوس
- اما استون در نقش ویچیتا
- ابیگیل برسلین در نقش لیتل راک
- بیل مری در نقش نسخه خیالی خودش
- امبر هرد در نقش ۴۰۶، همسایه کلمبوس

### نام شخصیت‌ها
شخصیت‌های اصلی از نام واقعی یکدیگر استفاده نمی‌کنند، بلکه خود را با استفاده نام مکان‌هایی همچون تالاهاسی، کلمبوس، ویچیتا و لیتل راک معرفی می‌کنند و همسایه کلمبوس نیز از شماره اتاقش، ۴۰۶، به جای نام اصلی خود استفاده می‌کند.

## جوایز
| جایزه                      | دسته‌بندی                         | دریافت‌کننده(ها)                                                  | نتیجه    |
| -------------------------- | -------------------------------- | ---------------------------------------------------------------- | -------- |
| انجمن منتقدان پخش فیلم     | بهترین فیلم کمدی                 | سرزمین زامبی‌ها                                                   | نامزدشده |
| جامعه منتقدان فیلم دیترویت | بهترین بازیگر نقش مکمل           | وودی هرلسون                                                      | نامزدشده |
| جامعه منتقدان فیلم دیترویت | بهترین گروه بازیگری              | ابیگیل برسلین اما استون جسی آیزنبرگ وودی هرلسون امبر هرد بیل مری | نامزدشده |
| جایزه امپایر               | بهترین فیلم ترسناک سال           | سرزمین زامبی‌ها                                                   | نامزدشده |
| جایزه گلدن اسچموس          | بهترین فیلم ترسناک سال           | سرزمین زامبی‌ها                                                   | پیروز    |
| جایزه گلدن اسچموس          | بهترین فیلم کمدی سال             | سرزمین زامبی‌ها                                                   | نامزدشده |
| جایزه گلدن اسچموس          | بهترین سورپریز سال               | سرزمین زامبی‌ها                                                   | نامزدشده |
| جایزه ساترن                | بهترین فیلم ترسناک               | سرزمین زامبی‌ها                                                   | نامزدشده |
| جایزه ساترن                | بهترین بازیگر نقش مکمل           | وودی هرلسون                                                      | نامزدشده |
| جشنواره فیلم سیتخس         | جایزه برگزیده                    | روبن فلیشر                                                       | پیروز    |
| جایزه اسکریم               | بهترین فیلم ترسناک               | سرزمین زامبی‌ها                                                   | پیروز    |
| جایزه اسکریم               | بهترین بازیگر زن فیلم‌های ترسناک  | اما استون                                                        | نامزدشده |
| جایزه اسکریم               | بهترین بازیگر مرد فیلم‌های ترسناک | وودی هرلسون                                                      | نامزدشده |
| جایزه اسکریم               | بهترین بازیگر نقش مکمل زن        | ابیگل برسلین                                                     | نامزدشده |
| جایزه اسکریم               | بهترین بازیگر نقش کوتاه          | بیل مری                                                          | پیروز    |
| جایزه اسکریم               | بهترین گروه بازیگری              | وودی هرلسون اما استون ابیگل برسلین جسی آیزنبرگ امبر هرد بیل مری  | پیروز    |